# Plastophora socia
Plastophora socia är en tvåvingeart som beskrevs av Rudolf Beyer 1965. Plastophora socia ingår i släktet Plastophora och familjen puckelflugor. Inga underarter finns listade i Catalogue of Life.